# Glen Kamara
Glen Kamara (Tampere, 28 de outubro de 1995) é um futebolista finlandês que atua como meio-campista. Atualmente joga no Al Shabab, emprestado pelo Rennes.

## Gols na carreira
Glen Kamara tem 3 gols na carreira, 1 gol marcado pela Finlândia em jogo contra a Grécia, em 2018 pela Liga das Nações da UEFA, em que a Finlândia venceu por 2 a 0. Glen Kamara ainda tem mais 2 gols marcados pelo Rangers, sendo um contra o Dundee quando o Rangers venceu por 4 a 0 pela Scottish Premiership em 2019, e o outro marcado contra o Livingston também em 2019, pela Copa da Escócia quando Rangers venceu por 1 a 0.

## Seleção Nacional
Kamara atuou nas seleções da Finlândia Sub-19 e Sub-21 em partidas internacionais. Ele foi um substituto não utilizado para o time principal da Finlândia em um amistoso contra a Estônia em junho de 2015. Em 2017, Kamara fez sua estreia pela Finlândia em uma vitória por 3-0 sobre a Estônia.
Kamara disputou a Eurocopa de 2020 pela Finlândia.

### Seleção Finlandesa
Gols marcados
| #  | Data                  | Local              | Adversário | Placar | Resultado | Competição     |
| -- | --------------------- | ------------------ | ---------- | ------ | --------- | -------------- |
| 1. | 15 de Outubro de 2018 | Tampere, Finlândia | Grécia     | 2–0    | Vitória   | Nations League |